# Leocottus
Leocottus is een monotypisch geslacht van straalvinnige vissen uit de familie van de Baikaldonderpadden (Cottocomephoridae).

## Soort
- Leocottus kesslerii (Dybowski, 1874)